# Onome Ebi
Onome Ebi, född 8 maj 1983, är en nigeriansk fotbollsspelare som spelar som mittback i Piteå IF sedan säsongen 2009.[uppföljning saknas]
Hon spelade för Nigeria i VM 2003, VM 2007 och OS 2008. I OS 2008 spelade hon som anfallare. Hon fortsatte representera Nigeria i VM även 2011, 2015 och 2019. Vid VM 2019 blev hon den första afrikanen att delta i fem världsmästerskap i fotboll.